# Johannes Graf (Politiker)

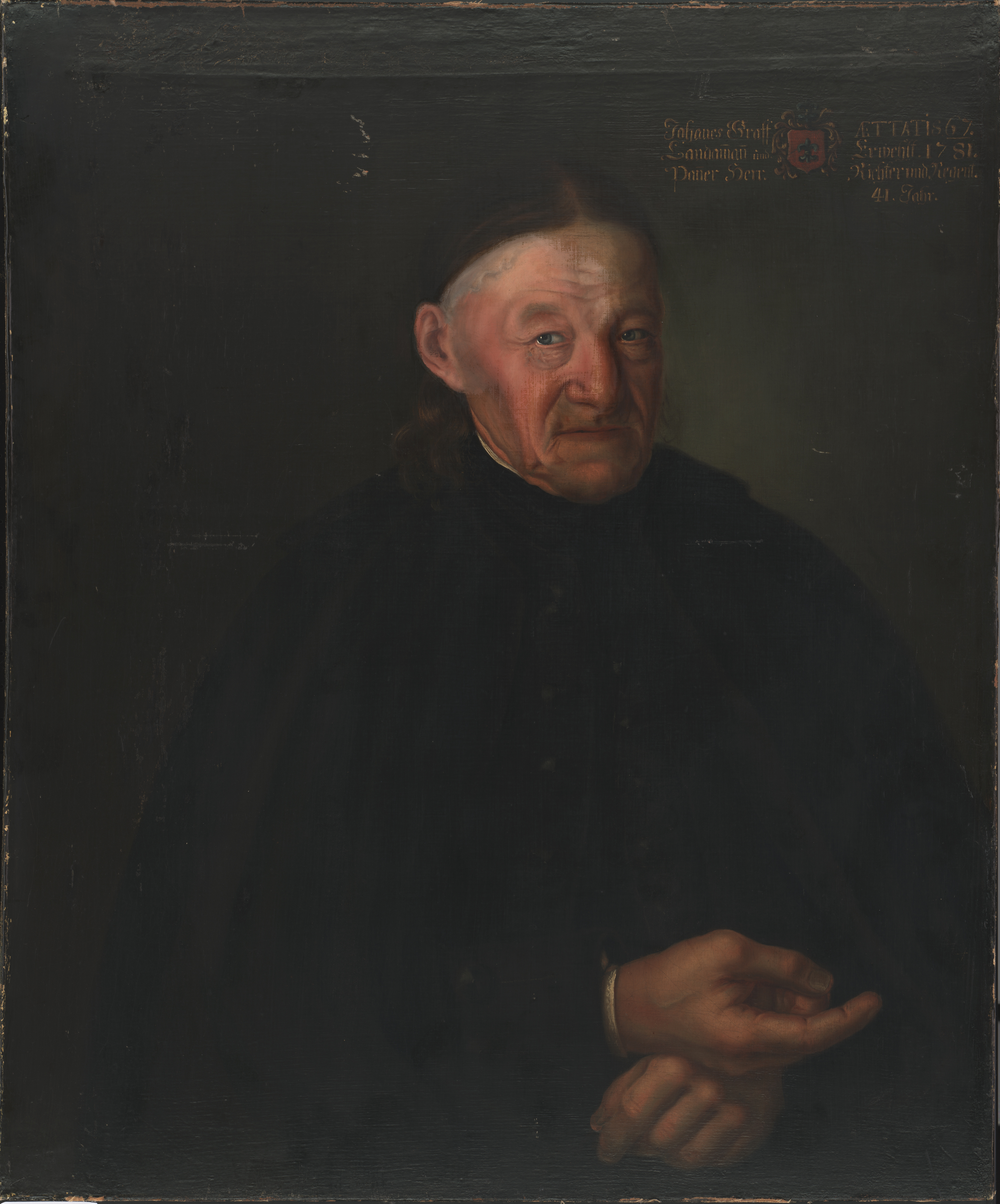
Johannes Graf, Landammann von Appenzell Ausserrhoden, Gemälde von
Hans Jakob Brunschweiler (1782)

Johannes Graf (* 25. Dezember 1714 in Heiden; † 22. Juli 1787 ebenda; heimatberechtigt in Heiden) war ein Schweizer Gemeindepräsident, Mitglied des Kleinen Rats und Landammann aus dem Kanton Appenzell Ausserrhoden.

## Leben
Johannes Graf war ein Sohn des Conrad Graf, wohlhabender Landwirt, und der Anna Bänziger. Im Jahre 1739 heiratete er Barbara Frischknecht, Tochter des Christoph Frischknecht, Gemeindehauptmann von Schwellbrunn.
Der wohlhabende Gutsbesitzer Johannes Graf war 1738 Gemeindehauptmann und Kirchhörischreiber. Von 1744 bis 1747 war er Landesfähnrich. Nach seiner Abwahl als Landesbeamter sass er wiederum im Gemeinderat. 1751 wurde er erneut Gemeindehauptmann. Ab 1756 bis 1762 versah er erneut das Amt des Landesfähnrichs. Von 1762 bis 1780 amtierte er als Landessäckelmeister. Ab 1780 bis 1781 versah er das Amt des Landesstatthalters, und von 1781 bis war er 1782 stillstehender Landammann von Appenzell Ausserrhoden.